# Roeselia negrita
Roeselia negrita är en fjärilsart som beskrevs av George Francis Hampson 1894. Roeselia negrita ingår i släktet Roeselia och familjen trågspinnare. Inga underarter finns listade.